# محافظة فرانه
فرانه هي محافظة غينية تقع في إقليم فرانه. عاصمتها فرانه. تبلغ مساحة المحافظة 12966 كم 2 ويقدر عدد سكانها بـ 280.511 نسمة.

## المحافظات الفرعية
تنقسم المحافظة إدارياً إلى 11 محافظة فرعية :
1. فرانه مركز
2. بانيان
3. بيندو
4. غناليه
5. هيريماكونون
6. كوبيكورو
7. ماريلا
8. باسايا
9. ساندينيا
10. سونغويا
11. تيرو